# Ландветте
Ландветте (давньосканд. Landvættir «духи місцевості») — локальні духи-покровителі в давньоскандинавській міфології, германському неоязичництві та в традиціях шотландського друїдизму. Ландветте захищають та підтримують розквіт конкретних територій, на яких вони живуть. Дані території можуть бути такими ж маленькими, як скеля чи куточок поля, так і такими ж великими, як ділянка країни.

## Етимологія
Landvættr походить від двох слів: land («земля») та vættr («істота, дух»). Аналогічні переклади зустрічаються і в інших сучасних мовах (англ. Land Wight, Land Spirit, або в нім. Land + Wesen, Geist).

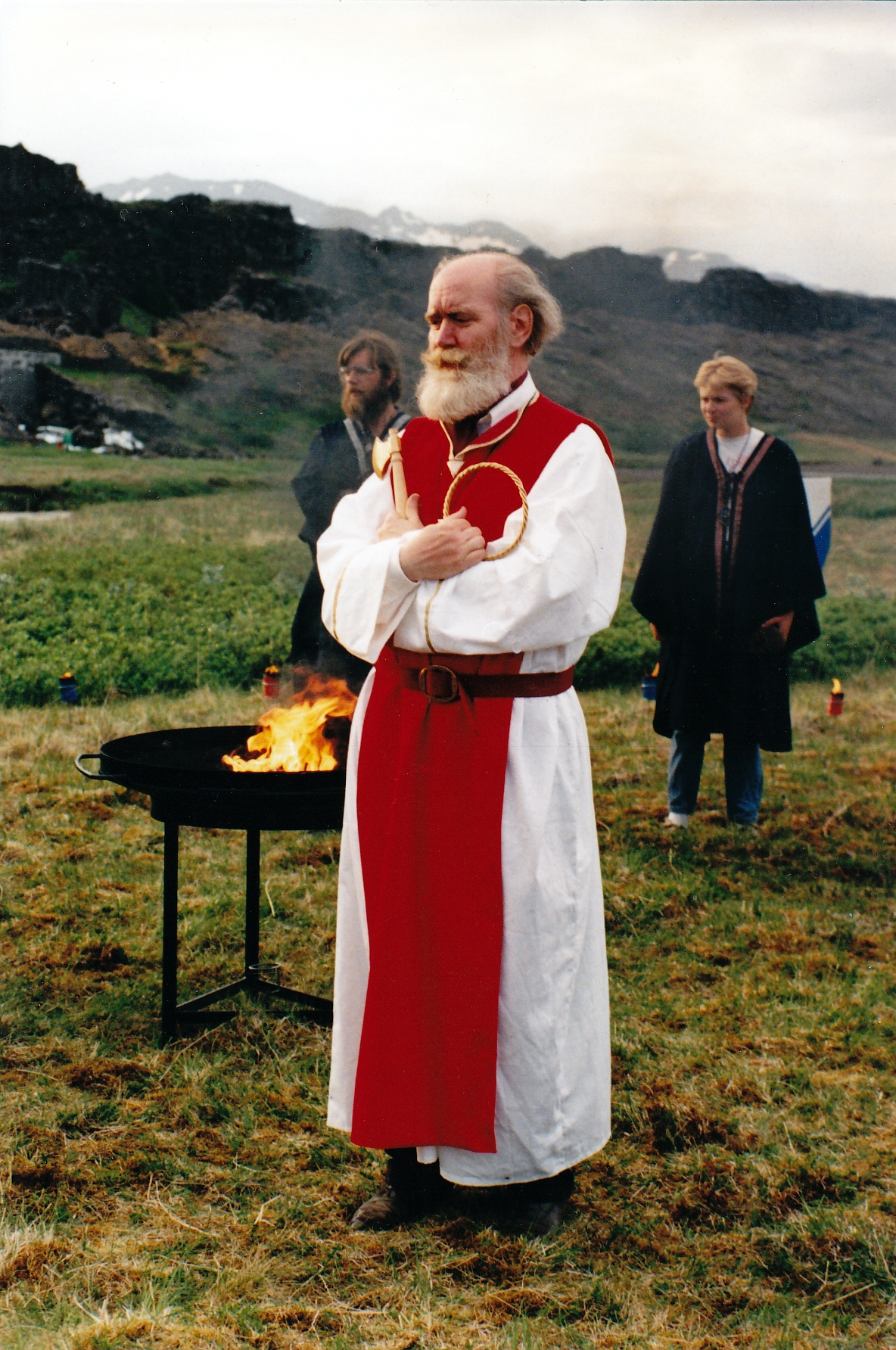
Єрмундур Інгі Хансен (1994).

## Природа ландветте
Деякі вчені припускають, що ландветте — це духи померлих, але інші вважають їх духами природи, оскільки вони іноді живуть на територіях, які ніколи не були заселені. 
Єрмундур Інгі Хансен, колишній первосвященик Асатруарфелагера, заявив, що ландветте — це духи, і вони певним чином контролюють безпеку землі, родючість землі тощо. За його словами, вони «прив'язані до місця в ландшафті, до величезної скелі, до гори чи до особливо красивого місця», і це місце виділяється тим, що красивіше за інших.
Віра в ландветте збереглась в Ісландії, де в багатьох господарствах є скелі, на яких дітям заборонено грати.
Є одна згадка на дохристиянських ісландців, які робили свої підношення ландветте. В одному розділі Книги Хаука християнський єпископ називає жінку дурною, адже вона дає їжу камінню та ямам, щоб нагодувати ландветте в надії жити в достатку.

## Ландветте в письмових джерелах
Автор «Саги про Олафа Трюггвасона» наводить наступну легенду. Якийсь чаклун, посланий данським конунгом Харальдом розвідати Ісландію, відправився туди в образі кита.
«Підпливши до Ісландії, він відправився на захід й обігнув країну з півночі, і він побачив, що всі гори та пагорби сповнені духів-охоронців, деякі великі, інших — малі».
У чотирьох різних місцях чаклун хотів вийти на берег, але щоразу ландветте не дозволяли йому це зробити: спочатку дракон в оточенні отруйних змій, жаб і ящірок, потім — величезний птах у супроводі інших пернатих, за нею — велетенський бик з іншими духами і велетень з залізною палицею в руці разом зі своїми одноплемінниками. На завершення Сноррі Стурлусон додає, що під виглядом цих охоронців країни виступили чотири найбільш видатні ісландці того часу: Броддхельгі, Ейольв син Вальгерд, Торд Ревун та Тородд Годи. Все це змусило датчан відмовитися від планів розорення Ісландії й відплисти на своїх кораблях додому.
У четвертій частині «Ланднамабок» ландветте згадуються кілька разів. Зокрема, той, хто підпливає до берегів країни, повинен був знімати фігури з вишкіреними головами або з розкритими пащами, що прикрашали ніс корабля, щоб не налякати духів. Ландветте, як запевняли очевидці, супроводжували деяких місцевих жителів на тінґ, на полювання чи риболовлю, але в той же час поселенці не наважувалися освоювати певні землі, побоюючись цих духів.

У «Сазі про Егіль» знову йдеться про ландветте. Саме з їх допомогою головний герой намагається помститися норвезькому правителю і його дружині:
«Я посилаю прокляття духам, які населяють цю країну, щоб вони все блукали без дороги і не знайшли собі спокою, поки вони не виженуть конунга Ейріка і Гуннхільд з Норвегії».
Герман Палссон та Пол Едвардс у цьому уривку перевели "landvættir" як "духи-охоронці".
У «Повісті про Глузливого Халлі» один з ландветте навіть називає своє ім'я: Агді (давньосканд. Agði), хранитель Агденеса («мису Агді») при вході в Тронхеймс-фьорд.

## Ландветте в народних віруваннях
Ісландські переселенці періоду освоєння країни намагалися уникати певних місцевостей (наприклад, скель або печер), де вони боялися зіткнутися з ландветте, в яких бачили перших жителів острова. До ландветте ставилися з певною повагою. Також їм приносилися певні жертви, і дана традиція не змінилася навіть після прийняття християнства. Все це змусило церкву оголосити ландветте злими демонічними істотами і під загрозою штрафу поставити під заборону їх шанування і піднесення їм їжі. Ще в кінці 1260-х років в законах норвезького короля Магнуса VI описувалися заходи для боротьби з вірою населення в ландветте, що мешкають в гаях, насипах або водоспадах (що, втім, не завадило їй зберегтися аж до XIX і навіть XX століть). Разом з тим запевняють, що після того, як ісландці стали християнами, ландветте зібрали свої пожитки і покинули райони, які вони раніше охороняли.
Ландветте приписувалися такі якості як зооморфізм, здатність являтися вві сні, а також супроводжувати людину й протегувати йому і його родові, що зближує ландветте з характеристиками фюльгья. Крім того, вважалося, що ландветте не люблять гучних звуків і сміття, бояться кровопролиття і виставлених голів з розкритою пащею. Також ці духи невидимі для людей, якщо тільки не подивитися на них дуже уважно в потрібному світлі і в потрібний час, при цьому вони могли приймати вигляд людини, троля або іншої істоти. Щоб отримати їх допомогу, ландветте можна було умилостивити сексуальними послугами (хоча б і символічного характеру).
У тому випадку, якщо не вдавалося домогтися розташування духів подарунками, для захоплення землі їх просто намагалися прогнати з неї, випустивши над жаданою ділянкою палаючу стрілу. У ландветте хоча й бачили істот, що перевершують людину за своїми силами і можливостями, проте різниця ця не була непереборною, й тому люди могли проклясти або вигнати духів. Однак, це мало і зворотний бік: якщо ландветте були налякані або розсерджені, то земля не приносила очікуваного врожаю, а мешканці її хворіли. З тієї ж причини не слід різко піднімати великі камені, під якими духи повинні мати своє житло, щоб у цих в цілому миролюбних і не відмовляючих у допомозі істот залишалася можливість вчасно зреагувати й втекти.
Примітна історія, що трапилася при будівництві авіабази Кеблавік: ісландському бригадиру уві сні з'явилася якась жінка і попросила не чіпати великий камінь, що лежав на шляху, поки вона не перенесе звідти свою сім'ю. Лише через два тижні, коли та ж жінка в новому сновидінні подякувала за даний їй час і дозволила прибрати валун, будівельники вирішили продовжити свою роботу. Найчастіше, щоб уникнути подібних ситуацій, при прокладці нових доріг намагаються просто обійти таку перешкоду і зайвий раз не турбувати ландветте.
Після християнізації північних країн ландветте почали вважати злими істотами. Поклоніння їм було заборонено.

Герб Ісландії

## Чотири ландветте Ісландії
Ісландія захищена чотирма великими хранителями, які відомі як чотири ландветте.
Чотири ландветте на сьогоднішній день вважаються захисниками чотирьох районів Ісландії: дракон (Дрекі) на північному сході, орел або грифон (Гаммур) на північному заході, бик (Гридунгур) у південний захід, та велетень (Бергрізі) на південному сході.
Чотири ландветте Ісландії зображені на Ісландському гербі та на монетах — Ісландській кроні.